# شافت (فلم)
شافت (بالإنجليزية: Shaft) هو فيلم عن الاستغلال تم إنتاجه في الولايات المتحدة وصدر في سنة 1971. الفيلم من إخراج جوردون باركس.

## ترشيحات وجوائز
| السنة | الحدث  | الفئة      | النتيجة  |
| ----- | ------ | ---------- | -------- |
|       | أوسكار | أفضل أغنية | فـــــوز |

## الميزانية والإيرادات
بلغت تكلفة إنتاج الفيلم حوالي 500,000 دولار بينما حقق أرباحا تقدر بـ 13 مليون دولار.

## وصلات خارجية
- شافت على موقع IMDb (الإنجليزية)
- شافت على موقع ميتاكريتيك (الإنجليزية)
- شافت على موقع الموسوعة البريطانية (الإنجليزية)
- شافت على موقع روتن توميتوز (الإنجليزية)
- شافت على موقع نتفليكس (الإنجليزية)
- شافت على موقع قاعدة بيانات الأفلام العربية
- شافت على موقع ألو سيني (الفرنسية)
- شافت على موقع Turner Classic Movies (الإنجليزية)
- شافت على موقع أول موفي (الإنجليزية)
- شافت على موقع فيلمافينيتي (الإسبانية)

1. 1 2 3  وصلة مرجع: http://www.allocine.fr/film/fichefilm_gen_cfilm=5902.html. الوصول: 1 يوليو 2016.
2. 1 2 3 4 5 6 7 8  وصلة مرجع: http://www.imdb.com/title/tt0067741/fullcredits. الوصول: 1 يوليو 2016.
3. 1 2 3  وصلة مرجع: http://stopklatka.pl/film/shaft-1971. الوصول: 1 يوليو 2016.